# Phialella zappai
Phialella zappai är en nässeldjursart som beskrevs av Boero 1987. Phialella zappai ingår i släktet Phialella och familjen Phialellidae. Inga underarter finns listade i Catalogue of Life.

## Bildgalleri

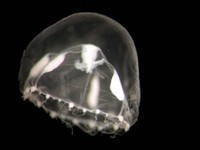
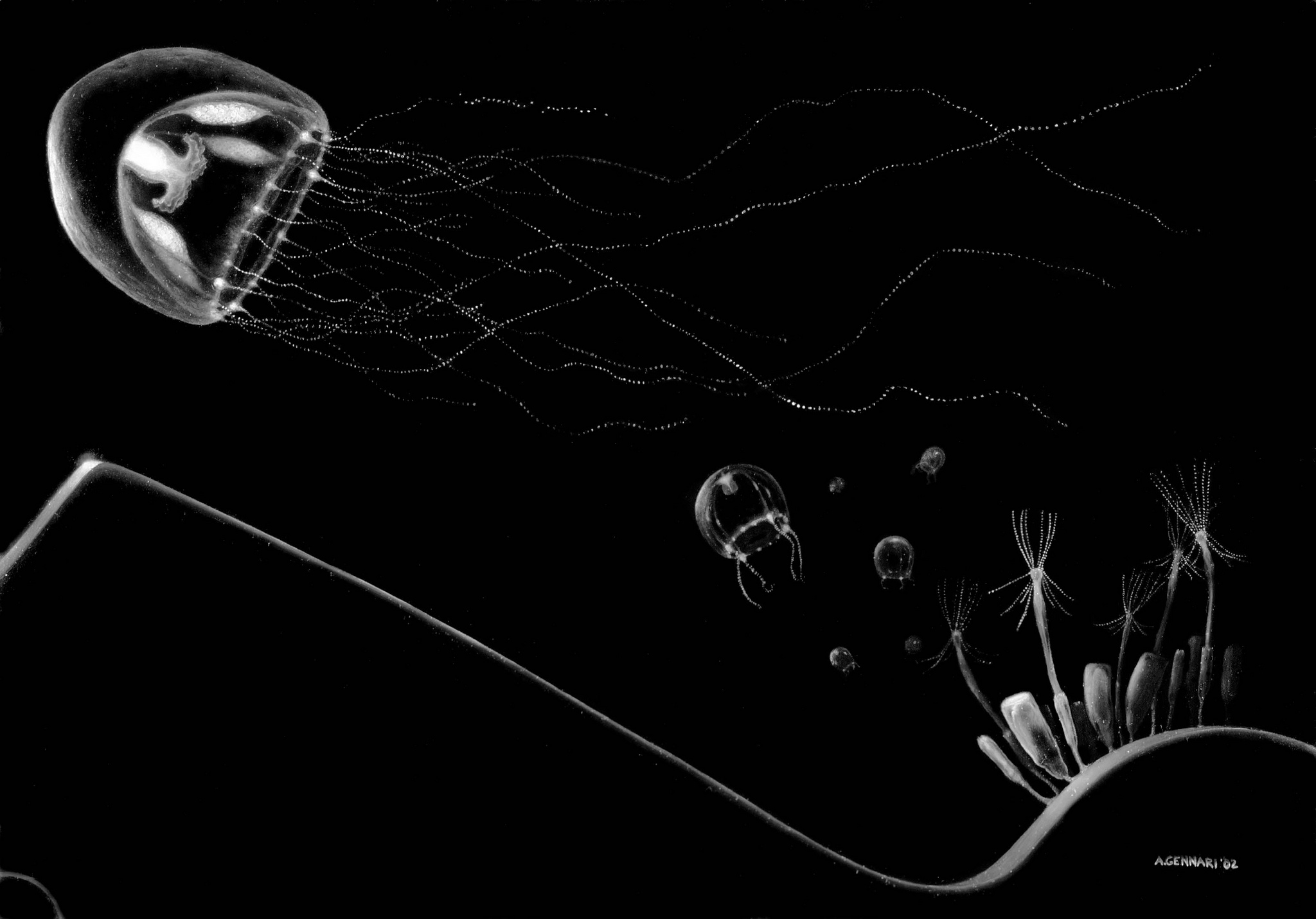